# Ponerins

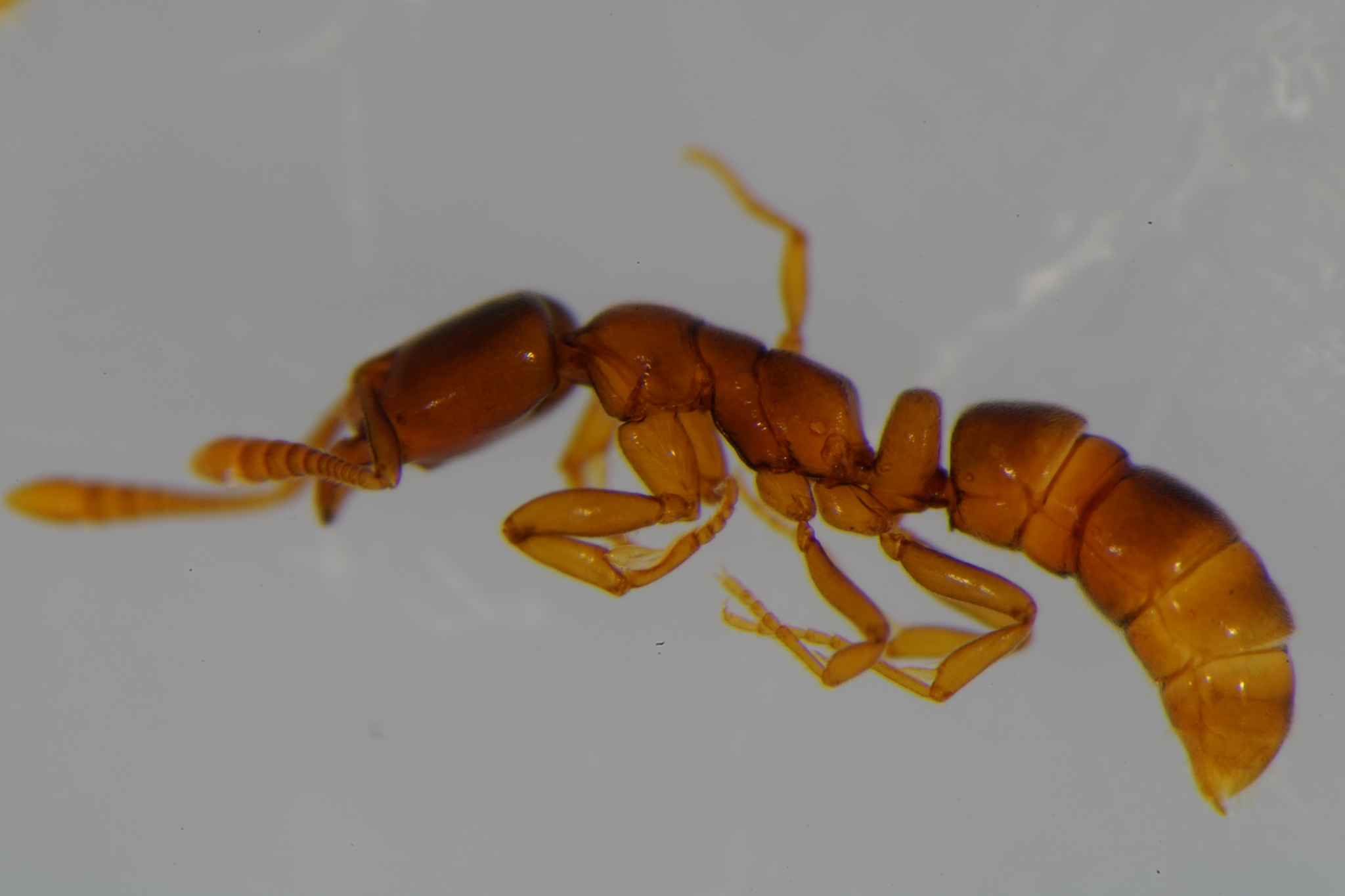
Ponera testacea, una espècie present a Catalunya i a les Illes Balears

Els ponerins (Ponerinae) són una subfamília de formigues (Formicidae) amb 1.274 espècies, incloent Dinoponera gigantea, una de les formigues més grans del món. Són fàcils de diferenciar d'altres subfamílies perquè tenen una constricció al gàster (abdomen).

## Tribus
La subfamília Ponerinae està subdividida en dues tribus:
- Platythyreini (només el gènere Platythyrea)
- Ponerini (incloent-hi Thaumatomyrmecini)[2]

## Gèneres

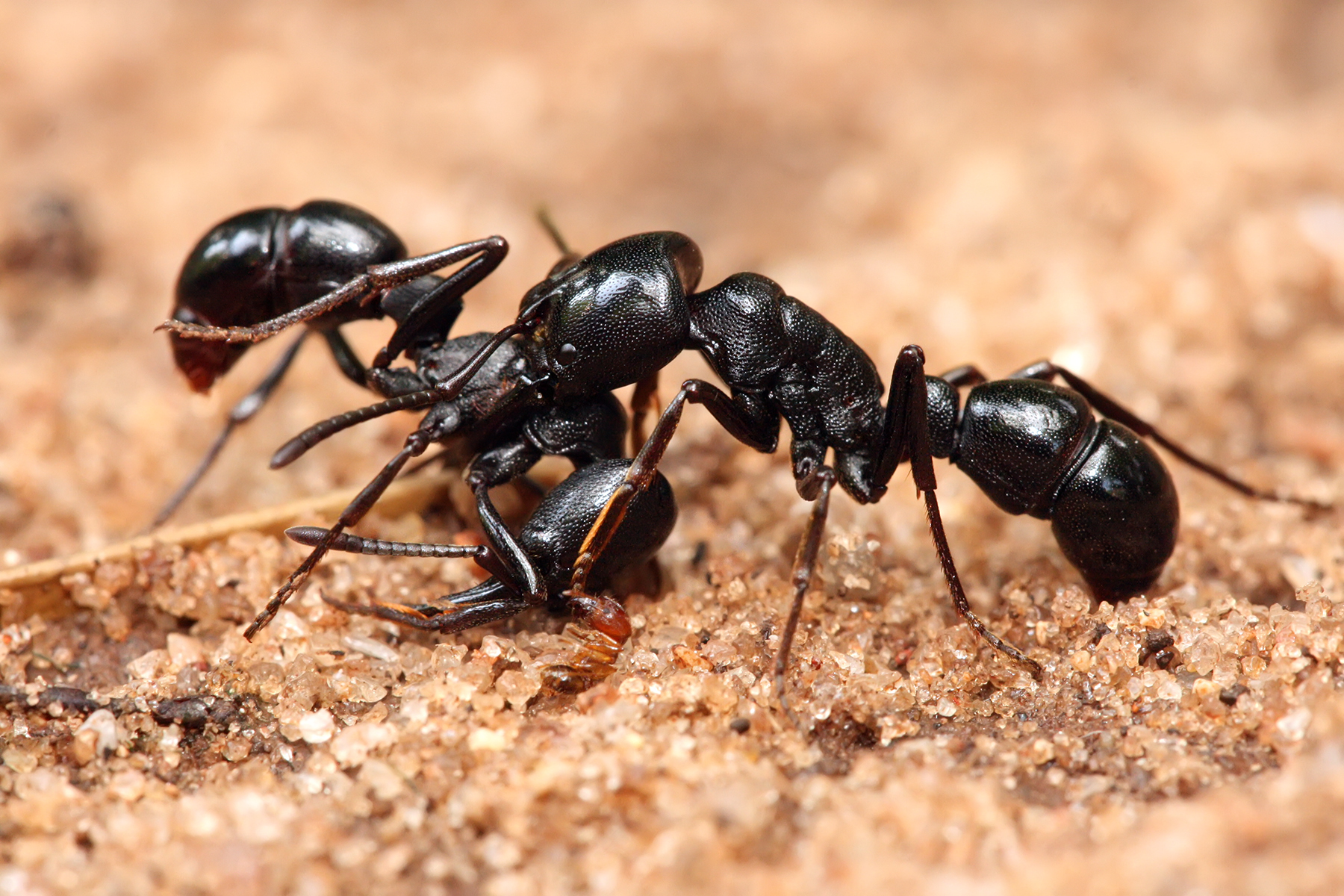
Plectroctena sp lluitant

La subfamília Ponerinae inclou 50 gèneres, dels quals 4 viuen a la península Ibèrica:

### Gèneres ibèrics
- Anochetus Mayr, 1861
- Cryptopone Emery, 1893
- Hypoponera Santschi, 1938
- Ponera Latreille, 1804

### Gèneres no ibèrics
- Anochetus Mayr, 1861
- Asphinctopone Santschi, 1914
- Austroponera Schmidt & Shattuck, 2014
- Belonopelta Mayr, 1870
- Boloponera Fisher, 2006
- Bothroponera Mayr, 1862
- Brachyponera Emery, 1900
- Buniapone Schmidt & Shattuck, 2014
- Centromyrmex Mayr, 1866
- Corrieopone Esteves & Fisher, 2021
- Diacamma Mayr, 1862
- Dinoponera Roger, 186
- Dolioponera Brown, 1974
- Ectomomyrmex Mayr, 1867
- Emeryopone Forel, 1912
- Euponera Forel, 1891
- Feroponera Bolton & Fisher, 2008
- Fisheropone Schmidt & Shattuck, 2014
- Hagensia Forel, 1901
- Harpegnathos Jerdon, 1851
- Igaponera Troya et al., 2022
- Iroponera Schmidt & Shattuck, 2014
- Leptogenys Roger, 1861
- Loboponera Bolton & Brown, 2002
- Mayaponera Schmidt & Shattuck, 2014
- Megaponera Mayr, 1862
- Mesoponera Emery, 1900
- Myopias Roger, 1861
- Neoponera Emery, 1901
- Odontomachus Latreille, 1804
- Odontoponera Mayr, 1862
- Ophthalmopone Forel, 1890
- Pachycondyla Smith, 1858
- Paltothyreus Mayr, 1862
- Parvaponera Schmidt & Shattuck, 2014
- Phrynoponera Wheeler, 1920
- Platythyrea Roger, 1863
- Plectroctena Smith, 1858
- Promyopias Santschi, 1914
- Psalidomyrmex André, 1890
- Pseudoneoponera Donisthorpe, 1943
- Pseudoponera Emery, 1900
- Rasopone Schmidt & Shattuck, 2014
- Simopelta Mann, 1922
- Streblognathus Mayr, 1862
- Thaumatomyrmex Mayr, 1887
- Wadeura Weber, 1939